# Asedio del Hospital Al-Shifa
El asedio al Hospital Al-Shifa se refiere a dos asedios impuestos por las fuerzas israelíes al Hospital Al-Shifa, en el marco de la Guerra Israel-Gaza de 2023 y 2024. El hospital Al-Shifa es un hospital médico gubernamental y considerado la mayor institución de atención médica en la Franja de Gaza. Cuenta con tres departamentos especializados: cirugía general, hospital de mujeres y maternidad, con una capacidad total de 564 camas. El hospital sufrió dos asedios y bombardeos: en octubre-noviembre de 2023, y en marzo de 2024, que causaron centenares de muertos y dejaron el hospital casi destruido.
En la noche del 27 de octubre, el ejército israelí lanzó un ataque terrestre en la Franja de Gaza. Este ataque ocurrió en medio de una serie de extensos bombardeos aéreos israelíes que resultaron en la interrupción de las comunicaciones móviles y el acceso a Internet en Gaza. Durante la operación terrestre en la Franja de Gaza, y en medio de las afirmaciones israelíes de que el movimiento Hamás lo utilizaba como su centro de mando, las fuerzas de ocupación impusieron un bloqueo total al complejo médico Al-Shifa, prohibiendo la entrada o salida de cualquier persona y bombardeando continuamente algunas de sus plantas junto con el área circundante.Las fuerzas armadas de Israel se retiraron de Al-Shifa el 24 de noviembre, en el primer día de una tregua humanitaria de cuatro días.
El 18 de marzo de 2024, las fuerzas israelíes volvieron a llevar a cabo una incursión nocturna en el hospital Al-Shifa tras recibir información de que altos cargos de Hamás se habrían reagrupado y estarían utilizando el hospital «para dirigir ataques». Tras un asedio de dos semanas que finalizó el 1 de abril de 2024, el hospital Al-Shifa quedó destruido en su mayor parte y se encontraron al menos 381 palestinos muertos en el hospital y sus alrededores, abandonados en el suelo o en fosas comunes, sin incluir a los muertos aprisionados debajo de los escombros de los edificios del hospital.

## Asedio y bombardeo del hospital en noviembre de 2023
El 3 de noviembre, un ataque aéreo israelí apuntó a una caravana de ambulancias que salía del hospital. El ataque resultó en la muerte de quince personas y dejó heridas a otras sesenta. Israel afirmó que Hamás estaba utilizando ambulancias, una acusación que fue negada por The Washington Post. La Media Luna Roja Palestina confirmó que Israel había atacado las ambulancias del hospital en siete ocasiones anteriores, cobrándose la vida de cuatro de sus empleados.
El 6 de noviembre, las fuerzas israelíes atacaron y destruyeron los paneles solares en el techo del hospital, dejándolo completamente dependiente de generadores de respaldo que funcionan con suministros de combustible que se agotan rápidamente, todo esto en medio del bloqueo total a Gaza.
El 10 de noviembre, los tanques israelíes bombardearon los alrededores del complejo médico con al menos cuatro impactos. El Ministerio de Salud de Gaza confirmó que hubo al menos cinco impactos que afectaron partes del complejo hospitalario, incluyendo dos en la unidad de maternidad ubicada en los pisos superiores, lo que resultó en la muerte de siete personas. Ese mismo día, se informó que las fuerzas israelíes estaban cerca de las puertas del hospital.
El 12 de noviembre, la Organización Mundial de la Salud perdió contacto con el hospital. El director del hospital informó que los recién nacidos prematuros estaban en una situación crítica y fueron trasladados a un lugar no sanitario. En ese momento, la electricidad se cortó por completo en el hospital. La ministra de Salud, Maysa al-Kilani, anunció que más de 100 cuerpos fueron enterrados en una fosa común excavada dentro del complejo médico, pero los equipos médicos no pudieron establecer un cementerio en el patio debido a la «gravedad de la situación en el terreno». El Ministro de Salud palestino añadió que treinta y nueve niños habían muerto por falta de combustible.

## Asedio y bombardeo del hospital en marzo de 2024
El 1 de julio, Israel liberó al director del Hospital Al-Shifa de Gaza, Mohammed Abu Salmiya, después de haberlo mantenido en un campo de detención durante siete meses sin cargos. Salmiya denunció «torturas casi a diario» tanto a sí mismo como a muchos de sus compañeros presos. También afirmó que «varios reclusos murieron en centros de interrogatorio y fueron privados de alimentos y medicinas».

## Convenio de Ginebra
| Artículo 19 - Protección de unidades y establecimientos sanitarios |
| --- |
| Los establecimientos fijos y las unidades sanitarias móviles del Servicio de Sanidad no podrán, en ningún caso, ser objeto de ataques, sino que serán en todo tiempo respetados y protegidos por las Partes en conflicto. |
| Artículo 22 - Condiciones que no privan a las unidades y los establecimientos sanitarios de protección |
| No se considerará que priva a una unidad o a un establecimiento sanitario de la protección garantizada en el artículo 19: 1. el hecho de que el personal de la unidad o del establecimiento esté armado y utilice sus armas para la propia defensa o la de sus heridos y enfermos; 2. el hecho de que, por falta de enfermeros armados, la unidad o el establecimiento esté custodiado por un piquete o por centinelas o por una escolta; 3. el hecho de que haya, en la unidad o en el establecimiento, armas portátiles y municiones retiradas a los heridos y a los enfermos, y que todavía no hayan sido entregadas al servicio competente; 4. el hecho de que haya, en la unidad o en el establecimiento, personal y material del servicio veterinario, sin formar parte integrante de ellos; 5. el hecho de que la actividad humanitaria de las unidades y de los establecimientos sanitarios o de su personal se haya extendido a personas civiles heridas o enfermas. |